# Wayne Yip
Wayne Che Yip, también conocido como Wayne Yip (Oxford, 1981) es un director de cine y televisión británico, relacionado especialmente con la franquicia de Doctor Who.

## Carrera
Yip desarrolló su interés por el cine después de trabajar en el teatro Phoenix Picturehouse en el suburbio de Jericho. Logró reconocimiento al codirigir Happy Birthday Granddad con Alex García, que ganó el premio BAFTA de 2007 en la categoría Sixty Seconds of Fame.
En 2010 volvió a codirigir con García el cortometraje Diego's Story, y ambos crearon "Would Like to Meet", primer episodio de la octava temporada de la serie de televisión Coming Up. En 2011 codirigió Secret Diary of a Call Girl y dirigió cuatro episodios de Misfits. Le siguieron Utopia en 2013 y Tatau en 2015. Yip dirigió entonces varios episodios de la serie Doctor Who.
En marzo de 2021, Amazon Prime Video anunció que Yip se encargaría de la dirección de cuatro episodios de la serie precuela de El Señor de los Anillos, además de ejercer como productor ejecutivo.